# Juan Aníbal Domínguez
Juan Aníbal Domínguez González (21 de mayo de 1876, Salto (Buenos Aires) - 18 de octubre de 1946, Buenos Aires) fue un micólogo, botánico y farmacólogo argentino.

## Biografía
Sus padres fueron Celestino Domínguez y Dolores González. Su primaria la efectúa en la ciudad natal Salto. Y realiza su bachillerato en el afamado Colegio Nacional de Buenos Aires. Y luego se registra para seguir la carrera de Medicina, pero opta luego por la de Farmacia, recibiendo su grado en 1896. Hace esfuerzos importantes como docente, obteniendo en 1919 el doctorado honoris causa de la UBA.
Ya en 1898 recorre la provincia de Buenos Aires, y provincias aledañas, constituyendo su herbario. Tenía vocación por la fitoquímica. De su sapiencia dio inicio el herbario del Museo de Farmacología de la Facultad de Ciencias Médicas de la Universidad de Buenos Aires (actual Museo de Farmacobotánica de la Facultad de Farmacia y Bioquímica, sigla BAF: Buenos Aires Farmacia). Con solo 22 años, es Profesor suplente de la Facultad de Ciencias Médicas, en la Escuela de Farmacia.
En abril de 1904 se constituye la sociedad entre los Sres. Prof. Juan Aníbal Domínguez y Dr. Manuel Rosendo dando lugar a la Farmacia y Laboratorio Químico Domínguez & Rosendo ubicado en la calle Lavalle 1001 – De las Artes y Lavalle – donde residió hasta que dicha manzana fue demolida, dando lugar al trazado de la Avda. 9 de Julio.
En 1914, es profesor titular de la Cátedra de Farmacognosia de la Escuela de Farmacia.
En 1918 el Poder Ejecutivo designa a Domínguez en el cargo de presidente de la comisión para el estudio de la flora argentina. Integraban esta comisión Ángel Gallardo, Eduardo Holmberg, Cristóbal Hicken, y Miguel Lillo.
En 1919 es designado Profesor de Farmacología Argentina y Fitoquímica, curso obligatorio para acceder al doctorado en Bioquímica y Farmacia, creado ese año. Esa cátedra reemplazó al curso de Botánica, apenas creado dos años, y que estaba a cargo de Cristóbal Hicken.
En 1929, a los 53 años, sufrió un accidente severo al cabalgar, debiendo reducir notablemente su actividad de recolector.
Entre 1937 y 1938 publica dos trabajos de la medicina originaria americana en colaboración con el Dr. Ramón Pardal.
En 1933, Domínguez dona sus colecciones botánicas y de Materia Médica Argentina, de valor científico, sus herbarios y su colección de maderas argentinas, y además su biblioteca botánica de más de 500 obras fundamentales, contenidas en 700 volúmenes que encierran lo clásico de esta rama de la biología y especialmente a la flora sudamericana, de la cual la Flora brasilensis de Martius es el exponente destacable.

## Algunas publicaciones
- Estudio Farmacológico de la goma llamada brea, 1900

- Notas sobre Tagetes glandulifera Schrank, 1901

- Estudio micrográfico de medicamentos simples de origen vegetal, 1902

- Datos para la Materia Médica Argentina, 419 pp. 1903

- Synopsis de la matière médicale argentine ... Trabajos del Museo de Farmacología: Museo de Farmacología 7. Ed. Galli, 24 pp. 1905

- Serie de Trabajos del Museo de Botánica y Farmacología, sobre investigaciones fitoquímicas en plantas indígenas y naturalizadas, 1904 a 1939

- Investigaciones analíticas sobre algunas maderas y kinos indígenas. Trabajos del Instituto de Botánica y Farmacología 36, Instituto de Botánica y Farmacología Buenos Aires. Ed. Facultad de Ciencias Médicas, 8 pp. 1917

- Opio - Opiómanos: (fumadores de opio). 12 pp. 1921

- "El Ambay" (Cecropia adenopus Mart.). Monografías Farmacológicas Argentinas. Trabajos del Instituto de Botánica y Farmacología: Instituto de Botánica y Farmacología 43. Con Mario Soto. Ed. Facultad de Ciencias Médicas, 35 pp. 1925

- Contribuciones a la Materia Médica Argentina, 1928 (1.er Premio Nacional de Ciencias).

- Propiedades Farmacológicas del Caa-pi o Ayac- huasca

- Notas del Folklore Americano

- Folklore Médico Americano. El Pichi y la Hualtata. Ed. H. Andreetta, Academia Nacional de Medicina de Bs. As, 16 pp. 1932

- Medicación indígena antipalúdica: el ualék-eiáj ó quebracho llorón (Aspidosperma quebracho blanco Schltdl. f. pendulae Speg.) Vol. 49 Trabajos del Instituto de Botánica y Farmacología. Ed. Facultad de Ciencias Médicas, 11 pp. 1931

- El Yara Chucchu o Quina y sus alcaloides en el tratamiento del paludismo

## Honores
En 1905, la "Academia Internacional de Botánica" de Le Mans, Francia, le acuerda la medalla científica internacional de bronce.
Sus últimos años estuvo dirigiendo la "Comisión Honoraria de las Reducciones de Indios", y el 11 de octubre de 1946 recibió su última distinción, la de Profesor Honorario. Siete días después fallece. Sus restos descansan en la bóveda familiar en el cementerio de la Recoleta, en la ciudad de Buenos Aires.
En su ciudad natal se descubre un busto, obra del escultor Luis Perlotti, en el parque del Balneario, en 2008 se encuentra en otro sitio urbano de realce.
También en otro homenaje en su honor, la Municipalidad de Salto le da su nombre a una calle de la ciudad (Decreto N.º 45/1973).

### Eponimia
- Escuela de Jardinería "Prof. Juan Aníbal Domínguez", Rosario (Argentina)[2]
- Revista Dominguezia[3]
- La abreviatura «Domínguez» se emplea para indicar a Juan Aníbal Domínguez como autoridad en la descripción y clasificación científica de los vegetales.[4]